# Polovoi
Polovoi este un spirit, prezent în mitologia rusă, al câmpurilor, având părul verde ca iarba.